# Зубашев Юхим Лук'янович
Зубашев Юхим Лук'янович — (19 (31) січня 1860, Слов'янськ, Ізюмський повіт, Харківська губернія — 19 грудня 1928, Прага, Чехословаччина) — український хімік-технолог та громадський діяч. Перший директор Томського технологічного інституту та член правління Харківської громадської бібліотеки.

## Життєпис

### Походження
Юхим Зубашев народився 31 січня 1860 року у Слов'янську Ізюмського повіту Харківської губернії у родині купця першої гільдії Лук'яна Івановича Зубашева і його дружина Параскеви Лаврентіївни. Лук'ян Зубашев займався виробництвом горілки та миловарінням, тримав вино-горілчаний склад, магазин мануфактур та галантереї. Займався громадською діяльністю, був головою Комісії з оцінки нерухомого майна та маєтків, членом Комісії з управління Слов'янськими Мінеральними водами, під час Лютневої революції був обраний міським головою Слов'янська.
Окрім Юхима, у родині було ще десять дітей. Його сестра Олена (1866—1945) була одружена з лікарем Антоном Полтавцевим, у шлюбі народилася дочка Ольга (1897—1991) — дружина археолога та історика Михайла Артамонова.

### Харківський період
Середню освіту здобував у Другій харківській гімназій, яку закінчив у 1878 році. По закінченні гімназії, вчився на фізико-математичному факультеті Харківського університету, який він закінчив у 1883 році зі ступенем кандидата університету. Продовжив освіту поступивши на третій курс Санкт-Петербурзькому технологічному інституті, де навчвався у Дмитра Менделєєва і спеціалізувався з хімічної технології харчових продуктів. Після закінчення інституту в 1886 році з присвоєнням звання хіміка-технолога, Юхим Зубашев повернувся до Харкова, де з 1 липня 1886 року до 31 грудня 1887 року працював хіміком на Харківському цукрово-рафінадному заводі.
Юхим Зубашев планував продовжити наукову діяльність, за сприянням Міністерства народної освіти, його відправили у відрядження до Європи для ознайомлення з викладанням хімічної технології та для отримання вченого звання. Зокрема, у Берліні він навчався цукровій справі в лабораторії «Німецької асоціації цукрової промисловості» у професора Александра Герцфельда та вчив бактеріологію у професора Макса Дельбрюка. Також займався дослідженням чистої культури дріжжів у копенгагенській лабораторії професора Софуса Мадса Йоргенсена.
По поверненні до Харкова, у січні 1889 року, Юхима Зубашева було призначено ад'юнкт-професором кафедри хімічної технології Харківського технологічного інституту та віце-директором Харківського цукрово-рафінадного заводу. Наступного року він отримує посаду професора і стає завідувачем кафедри хімічної технології поживних речовин, а 1 жовтня 1891 року призначається секретарем Учбового комітету інституту. Під час роботи в комітеті, працював під керівництвом директора інституту Віктора Кирпичова, від якого навчився багато про організацію управління інститутом. Також, займався науковою роботою, про результати якої розповідав у своїх доповідях на VII та IX З'їздах російських природознавців та лікарів і З'їзді керівників винокурних підприємств і спиртопромисловців 1892 року. 1895 року знову вирушає у командировку до Європи, відвідує наукові установи в Німеччині, Швейцарії та Франції. За результатами своєї подорожі, 15 вересня того ж року читає в актовому залі ХТІ публічну лекцію «Успехи техники брожения в последнее десятилетие», пізніше ця лекція була видана окремою книгою.
Паралельно Зубашев продовжував працювати на цукрово-рафінадному заводі, доки при інституті не відкрили винокуренну та цукрову лабораторії. Однак і після звільнення продовжував співпрацювати у якості експерта. Він створював проєкти будівництва бурякоцукрового та спиртоочісного ректифікаційного заводів. Брав участь у проведенні XVI Всеросійської промислової та художньої виставки у Нижньому Новгороді, де виступав у якості експерта з відділу фабрично-заводської промисловості та машинобудування. Також, перевіряв забруднення рік заводськими стоками у складі комісій.
Юхим Зубашев брав активну участь у громадському житті міста. Він був секретарем Харківського відділення російського технічного товариства та редактував «Записки» цього відділення. Коли, серед  став одним з організаторів Південно-Російського товариства технологів, на першому засіданні товариства, яке відбулося 14 вересня 1895 року, Зубашева було обрано товаришем (заступником) голови правління товариства. Обирався членом правління Харківської громадської бібліотеки. Долучався до роботи Харківського товариства грамотності, був головою ради попечителів Декоративно-художньої школи імені Бородаєвського.

### Томський період
У січні 1899 року був призначеним директором нещодавноутвореного Томського технологічного інституту. Наступного року запропонував свій проєкт устрою інституту, в якому заклад повинен був мати не два існуючі відділення, а чотири: гірниче, інженерно-будівельне, механічне та хімічне. Також, він запропонував нову назву: «Томский технологический институт императора Николая II». Проєкт Зубашева не сподобався у міністерстві, однак, завдяки підтримці Сергія Вітте, всеж-таки був затверджений.

## Родина
Юхим Зубашев був одружений з дочкою священника Ольгою Олександрівною Подольскою (1863—1922). Подружжя мало двох дочок:
- Ольга Юхимівна Зубашева (Корнілович) (1886—1942) — закінчила Санкт-Петербурзьку Академію мистецтв, викладала на Вищих жіночих історично-літературних курсах М. П. Раєва[ru] та в Демидівській жіночій гімназії. У радянські часи працювала у Головному управлінні з архівної справи[ru], була головою відділу. Жертва репресій, двічі була засуджена, померла у лікарні Челябінської тюрми.
- Лідія Юхимівна Зубашева-Перетц (1894—1976) — бібліотекарка, працювала в бібліотеках Ленінградського та Іркутського університетів, авторка кількох біографічних довідників. Дружина репресованого соціал-демократа Бориса Перетца.

## Нагороди
- Орден Святої Анни III ступеня (26.12.1891)[7]
- Орден Святого Станіслава II ступеня (01.01.1899)[7]
- Орден Святої Анни II ступеня (1898)
- Орден Святого Володимира IV ступеня (1903)
- Статський радник (1890)